# Ann Jarvis
Ann Maria Reeves Jarvis (Culpeper, 30 september 1832 – Philadelphia, 9 mei 1905) was een Amerikaans activiste. Ze was een ijveraarster voor gezondheid en veiligheid van arbeiders. 
Tijdens de Amerikaanse Burgeroorlog riep zij vrouwen op om de noden van de gewonden aan beide zijden te lenigen. Na de oorlog werd zij actief in het promoten van Moederdag, een feestdag die toentertijd gebaseerd werd op pacifistische en sociale activiteiten. Zij organiseerde meetings van moeders van soldaten die deelnamen aan de voorbije oorlog. 
Haar dochter Anna Jarvis introduceerde in de nagedachtenis rond haar sterfdag een officiële Moederdag, die in 1914 door de Amerikaanse president Woodrow Wilson werd erkend als nationale feestdag.